# Sarrabus-Gerrei
Sarrabus-Gerrei és una subregió històrica de la Sardenya sud-oriental, a la província de Càller. Limita al nord amb les subregions de Trexenta, Ogliastra i Quirra, al sud amb Campidano di Cagliari i Parteòlla.
Durant l'edat mitjana el seu territori formà part de les curatories de Sarrabus, Gerrei i Colostrai del Jutjat de Càller.